# Callopistria nephrostictoides
Callopistria nephrostictoides är en fjärilsart som beskrevs av Emilio Berio 1973. Callopistria nephrostictoides ingår i släktet Callopistria och familjen nattflyn. Inga underarter finns listade i Catalogue of Life.